# 조지프 프랭클린 러더퍼드

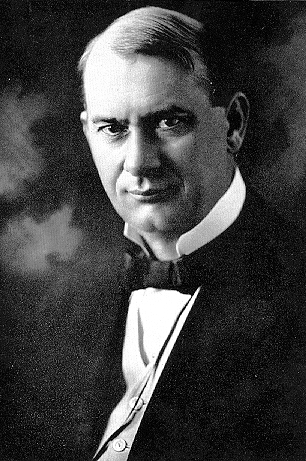
조지프 프랭클린 러더퍼드

조지프 프랭클린 러더퍼드(Joseph Franklin Rutherford, 1869년 11월 8일 – 1942년 1월 8일)는 미국의 종교 지도자이자 통합된 워치타워성서책자협회의 두 번째 회장이었다. 그는 여호와의 증인의 조직과 교리적 발전에 중요한 역할을 했다.